# L'Engin fantastique
Pour plus de détails, voir Fiche technique et Distribution.
L'Engin fantastique (titre original : The Flying Missile) est un film américain réalisé par Henry Levin sorti en 1950.

## Synopsis
Le commandant d'un sous-marin de l’US Navy, william Talbot, est en manœuvre dans le but de simuler le naufrage du porte-avions USS Midway. Ce dernier transporte un sénateur américain pour voir le tir d’essai d’une fusée V-2 depuis son poste de pilotage. En apercevant le porte-avions, Bluefin tente une attaque à la torpille simulée, mais est détecté et coulé lors d'une attaque simulée de charge de profondeur d’un destroyer.
Après avoir vu le lancement réussi du V-2 depuis la surface, Talbot tente de convaincre son commandant que si son sous-marin avait eu un missile guidé, son attaque sur le porte-avions aurait été couronnée de succès. Son commandant relaie l’information que la marine américaine a pensé à la même idée et envoie le Bluefin et son équipage au Pacific Missile Test Center à naval Air Station Point Mugu pour une courte période d’entraînement et de familiarisation. Sur le chemin de la base, Bluefin ruine un filet de pêche de la flotte de Lars Hansen, qui pêche dans la région lorsque la marine américaine ne teste pas ses missiles.
L’équipage de Bluefin est impatient avec le cours de formation qu’il doit suivre et tente d’accélérer les choses et de rassembler son propre équipement par le biais de l’approvisionnement de minuit mais se heurte à la sécurité militaire stricte sur la base. Talbot rencontre et tente sans succès de séduire la secrétaire du commandant de la base, Karin Hansen, une émigrée danoise qui est la nièce du capitaine Lars, toujours furieux. Talbot obtient de Karin l’emplacement des pièces de missiles nécessaires dans une base de l’armée et les obtient pour son lancement d’essai.
Les procédures peu orthodoxes utilisées si bien en temps de guerre causent une tragédie au couple car Karin perd son emploi pour avoir révélé des informations et la hâte de Talbot à lancer un missile depuis le pont de son bateau entraîne sa blessure grave et la mort de son ami et quartier-maître Fuss Payne. La dépression de Talbot le laisse ne pas désirer marcher sans appareils orthodontiques et risque d’être libéré médicalement de la marine américaine.
Karin sort Talbot de son apitoiement pour prendre le commandement de Bluefin lors d’un exercice militaire déployant une flottille de sous-marins pour attaquer une flotte de surface. Talbot conçoit l’idée que les sous-marins porteurs de missiles lancent leurs missiles, mais les font ensuite guider avec succès vers la flotte de surface par les sous-marins plus proches initialement destinés à une attaque à la torpille.

## Fiche technique
- Titre : L'Engin fantastique
- Titre original : The Flying Missile
- Réalisation : Henry Levin
- Scénario : Richard English, James Gunn, Harvey S. Haislip, N. Richard Nash
- Musique : George Duning
- Production : Jerry Bresler
- Durée : 91 minutes
- Genre : anglais américain
- Film en noir et blanc
- Genre : Drame
- Pays de production :  États-Unis
- Dates de sortie :
  - États-Unis : 24 décembre 1950
  - France : 2 janvier 1952

## Distribution
- Glenn Ford : Cmdr. William A. Talbot
- Viveca Lindfors : Karin Hansen
- Henry O'Neill : RAdm. Thomas A. Scott
- Carl Benton Reid : Dr. Gates, USN
- Joe Sawyer : Quartermaster 'Fuss' Payne
- John Qualen : Lars Hansen
- Anthony Ross : Adm. Bradley
- Harry Shannon : Vice-Adm. Williams
- Ross Ford : Crewman Chuck Davis
- Zachary Charles : Crewman Mack
- Jerry Paris : Crewman Andy Mason
- Kenneth Tobey : Crewman Pete McEvoy
- Paul Harvey  : Gen. Benton, USA

Acteurs non crédités :
- Joseph Crehan : RAdm.
- Charles Evans : Chef des opérations navales
- Grandon Rhodes : Capt. Whitaker